# Golfus de Roma (pel·lícula)
|  | Aquest article tracta sobre la pel·lícula. Si cerqueu el musical, vegeu «Golfus de Roma (obra de teatre)». |

Golfus de Roma (títol original en anglès: A Funny Thing Happened on the Way to the Forum) és una pel·lícula de 1966 dirigida per Richard Lester, basada en el musical homònim, amb música i lletra de Stephen Sondheim, sobre un llibret de Burt Shevelove i Larry Gelbart. Erronius (un ancià que fa vint anys que cerca els seus fills segrestats pels pirates) és interpretat per Buster Keaton en el seu darrer paper; quan l'interpretà, patia un càncer terminal. La pel·lícula es va doblar al català.
L'obra s'inspira en les comèdies de l'autor romà Plaute (251-183 aC); concretament, s'hi poden trobar elements argumentals procedents del Pseudolus, Miles Gloriosus i Mostellaria, component un reeixit collage seguint la tècnica de la contaminatio. El resultat és la divertida història de Pseudolus, un esclau murri i mentider que ha pactat amb el seu amo obtenir la llibertat a canvi d'aconseguir-li la cortesana que viu a la casa del costat.

## Repartiment
- Zero Mostel: Pseudolus
- Phil Silvers: Marcus Lycus
- Michael Crawford: Hero
- Jack Gilford: Hysterium
- Annette Andre: Philia
- Buster Keaton: Erronius
- Michael Hordern: Senex

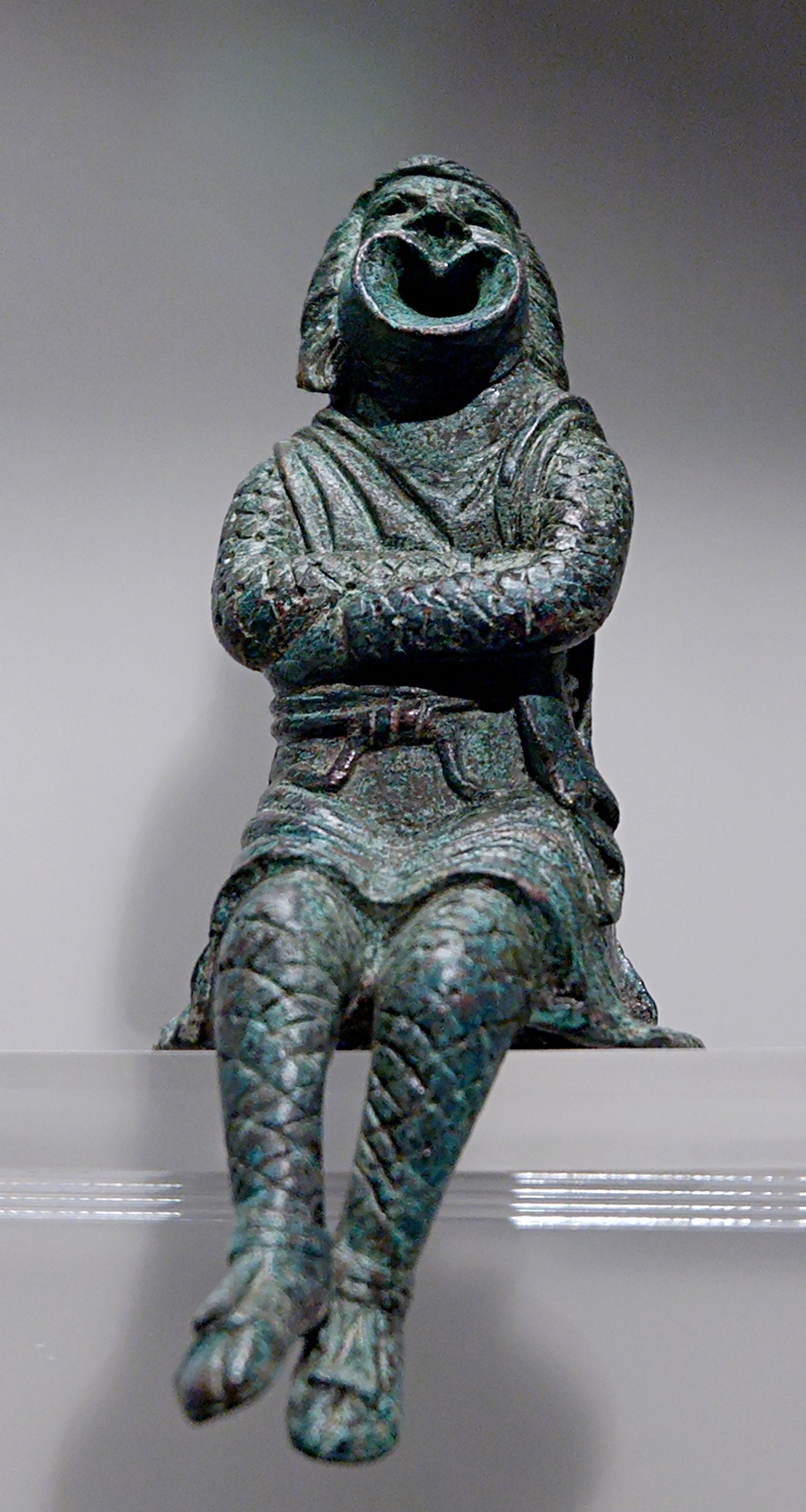
Actor representant un esclau

- Leon Greene: Capità Miles Gloriosus
- Patricia Jessel: Domina
- Inga Neilsen: Gymnasia
- Peter Butterworth: Roman Sentry
- Roy Kinnear: instructor de gladiadors
- Pamela Brown: gran sacerdotessa
- Beatrix Lehmann: mare de Domina
- Bill Kerr: Gladiador
- Jon Pertwee: Crassus
- Frank Thornton: esclau
- Ingrid Pitt: Cortesana